# Milán-San Remo 1931
La Milán-San Remo 1931 fue la 24.ª edición de la Milán-San Remo. La carrera se disputó el 19 de marzo de 1931. El vencedor final el italiano Alfredo Binda.

## Clasificación final
| Posición | Ciclista            | Equipo             | Tiempo     |
| -------- | ------------------- | ------------------ | ---------- |
| 1        | Alfredo Binda       | Legnano-Hutchinson | 9h 35' 00" |
| 2        | Learco Guerra       | Maino              | m. t.      |
| 3        | Domenico Piemontesi | Bianchi-Pirelli    | m. t.      |
| 4        | Fabio Battesini     | Maino              | m. t.      |
| 5        | Michele Mara        | Bianchi-Pirelli    | m. t.      |
| 6        | Pio Caimmi          | Gloria             | m. t.      |
| 7        | Alfredo Carniselli  | -                  | m. t.      |
| 8        | Emilio Codazza      | -                  | m. t.      |
| 9        | Leonida Frascarelli | Legnano-Hutchinson | m. t.      |
| 10       | Allegro Grandi      | Bianchi-Pirelli    | m. t.      |